# Disconnect
Disconnect (prt: Desligados; bra: Os Desconectados) é um filme de drama estadunidense de 2012 dirigido por Henry Alex Rubin e estrelado por Jason Bateman, Hope Davis, Frank Grillo, Andrea Riseborough, Paula Patton, Michael Nyqvist, Alexander Skarsgård, Max Thieriot e o designer de roupas Marc Jacobs em sua estreia como ator. O filme segue três histórias interconectadas e explora a reação das pessoas às experiências negativas da comunicação moderna. O filme foi lançado pela Outsider Films em Portugal.

## Enredo
A repórter Nina Dunham, de uma rede de televisão local, começa a trabalhar numa reportagem sobre menores de idade que se exibem com webcams para desconhecidos em sites pagos. Em sua investigação, ela conhece Kyle, um jovem que fugiu de casa e hoje vive em uma casa com outros menores que se exibem num desses sites sob a chefia de Harvey. Quando concluída, sua reportagem faz sucesso e chega a ser exibida em rede nacional na CNN. Contudo, o FBI logo chega a ela e exige que ela informe tudo o que sabe sobre o esquema criminoso. Ao mesmo tempo, ela desenvolve afeição por Kyle, e passa a tentar tirá-lo da vida de stripper. Eventualmente, o FBI descobre a casa em que os menores trabalham e Harvey deixa o local às pressas com seus menores. Nina vai até o motel onde eles estão e tenta convencer Kyle uma última vez a deixar Harvey.
Rich é advogado em uma empresa que tem entre seus clientes a matriz do canal televisivo onde Nina trabalha. Seu filho, Ben, tem conversado secretamente no Facebook com uma menina chamada Jessica Rhony, que na verdade é um perfil fake criado por seus colegas de escola Jason e Frye - o plano era apenas fazer uma brincadeira. A suposta garota envia uma foto seminua para Ben e pede que ele faça o mesmo. Após um tempo de hesitação, ele envia para ela uma foto de si mesmo, nu e com as palavras "escravo do amor" escritas em seu corpo. Os garotos recebem a imagem e vazam-na para toda a escola. Ben passa a ser gozado por todos e tenta se suicidar por enforcamento, mas é salvo por sua irmã Abby e acaba em coma. Rich fica obcecado por descobrir o que levou seu filho à tentativa de suicídio e decide pesquisar seu computador. Ele entra em contato com Jessica e passa a inadvertidamente trocar mensagens com Jason. O pai de Jason, Mike, um detetive cibernético, acaba descobrindo o que o filho e seu amigo fizeram e os repreende, embora tente também proteger o filho deletando os arquivos que poderiam incriminá-lo. Posteriormente, Rich descobre que Jessica na verdade é Jason e parte para sua casa para confrontá-lo. Chegando lá, ele e Mike discutem e partem para a briga.
Mike é contratado pelo casal Cindy e Derek, que recentemente perdeu um filho, para investigar um criminoso que clonou os cartões de crédito deles e passou a fazer compras em nome deles, deixando-os sem dinheiro. Mike diz acreditar que Stephen Schumacher, um homem com quem Cindy trocava mensagens em um grupo de apoio on-line, é o suspeito e o casal decide caçá-lo por contra própria ao descobrir que a polícia poderia levar meses para investigar. Na Pensilvânia, eles invadem a casa dele em busca de evidências e visitam sua empresa, uma lavanderia. Quando Derek está prestes a confrontar Stephen para valer, Mike telefona e os informa que ele não é o criminoso, mas sim uma outra vítima do bandido, que usou seu computador como proxy. Contudo, Sephen, que percebeu os movimentos do casal, surge e os ameaça com uma arma, questionando-os do porquê da perseguição, mas Cindy se identifica para ele e ele se distrai, abrindo uma brecha para Derek reagir.
O filme mostra então o clímax das três histórias alternadamente e em câmera lenta: Harvey interrompe a discussão de Kyle e Nina e aplica um tapa no rosto da repórter, que cai; Rich apanha um taco de hóquei para bater em Mike e acerta um golpe no braço de Jason quando este tenta intervir; e Derek consegue desarmar Stephen.
Ao final, Nina volta para casa em prantos enquanto Kyle entra no carro de Harvey para partir; Mike derruba Rich, confere o estado de Jason e faz as pazes com o advogado; Derek ameaça Stephen com sua própria arma por comunicar-se com sua esposa até que Cindy o convence a deixá-lo em paz; e Rich volta ao hospital para ver o filho e reunir-se com sua esposa e filha.

## Elenco
- Jason Bateman como Rich Boyd
- Hope Davis como Lydia Boyd
- Frank Grillo como Mike Dixon
- Paula Patton como Cindy Hull
- Andrea Riseborough como Nina Dunham
- Alexander Skarsgård como Derek Hull
- Michael Nyqvist como Stephen Schumacher
- Max Thieriot como Kyle
- Marc Jacobs como Harvey
- Colin Ford como Jason Dixon
- Jonah Bobo como Ben Boyd
- Haley Ramm como Abby Boyd
- Norbert Leo Butz como Peter
- Kasi Lemmons como Roberta Washington
- John Sharian como Ross Lynde
- Aviad Bernstein como Frye

## Recepção

### Faturamento
Disconnect estreou limitadamente em 12 de abril de 2013 em 15 cinemas e fturou $124,000 com uma média de $8,267 por cinema, ficando em 31º no faturamento. O máximo que o filme atingiu em termos de exibição simultânea foi 180 cinemas, concluindo seu faturamento em $1,436,900 nos Estados Unidos e $1,991,148 internacionalmente, totalizando $3,428,048.

### Recepção da crítica
Disconnect recebeu críticas positivas e tem uma pontuação de 68% no Rotten Tomatoes com base em 75 resenhas com uma nota média de 6,6 de 10. o consenso da crítica é de que "É didático em alguns pontos e melodramático em outros, mas o elenco forte de Disconnect ajuda a fazer dele uma exploração oportuna e eficaz da overdose tecnológica da sociedade moderna." O filme também tem uma pontuação de 64 de 100 no Metacritic com base em 24 críticas indicando "resenhas em geral favoráveis".
Richard Roeper do Chicago Sun-Times deu ao filme nota máxima e escreveu que "mesmo quando as apostas dramáticas são aumentadas ao ponto de música martelante acompanhar cenas em super câmera lenta, violência potencialmente tráfica, "Disconnect" me tocou de um jeito que pouquíssimos filmes fizeram em anos recentes. Eu acreditei nas vidas dessas pessoas. Eu acreditei que elas fariam as coisas drásticas que fazem diante de uma crise. Eu senti dor por elas quando as coisas deram terrivelmente errado e torci para eles quando havia lampejos de esperança. Você deveria ver este filme. Por favor... Não houve um momento durante este filme em que eu pensei em qualquer outra coisa além deste filme."